# Diedrich Bader
Karl Diedrich Bader, født 24. december 1966 i Alexandria, Virginia, er en amerikansk skuespiller og komiker. 
Han er mest kendt for sin rolle som Oswald i The Drew Carey Show.